# Barhalganj
Barhalganj is een nagar panchayat (plaats) in het district Gorakhpur van de Indiase staat Uttar Pradesh. 

## Demografie
Volgens de Indiase volkstelling van 2001 wonen er 19.171 mensen in Barhalganj, waarvan 52% mannelijk en 48% vrouwelijk is. De plaats heeft een alfabetiseringsgraad van 60%. 